# 在ブラジル日本人同仁会
在ブラジル日本人同仁会（ざいぶらじるにほんじんどうじんかい）はかつてブラジルに存在した社団法人である。1920年代においてブラジル日系社会唯一の公式な医療機関であった。

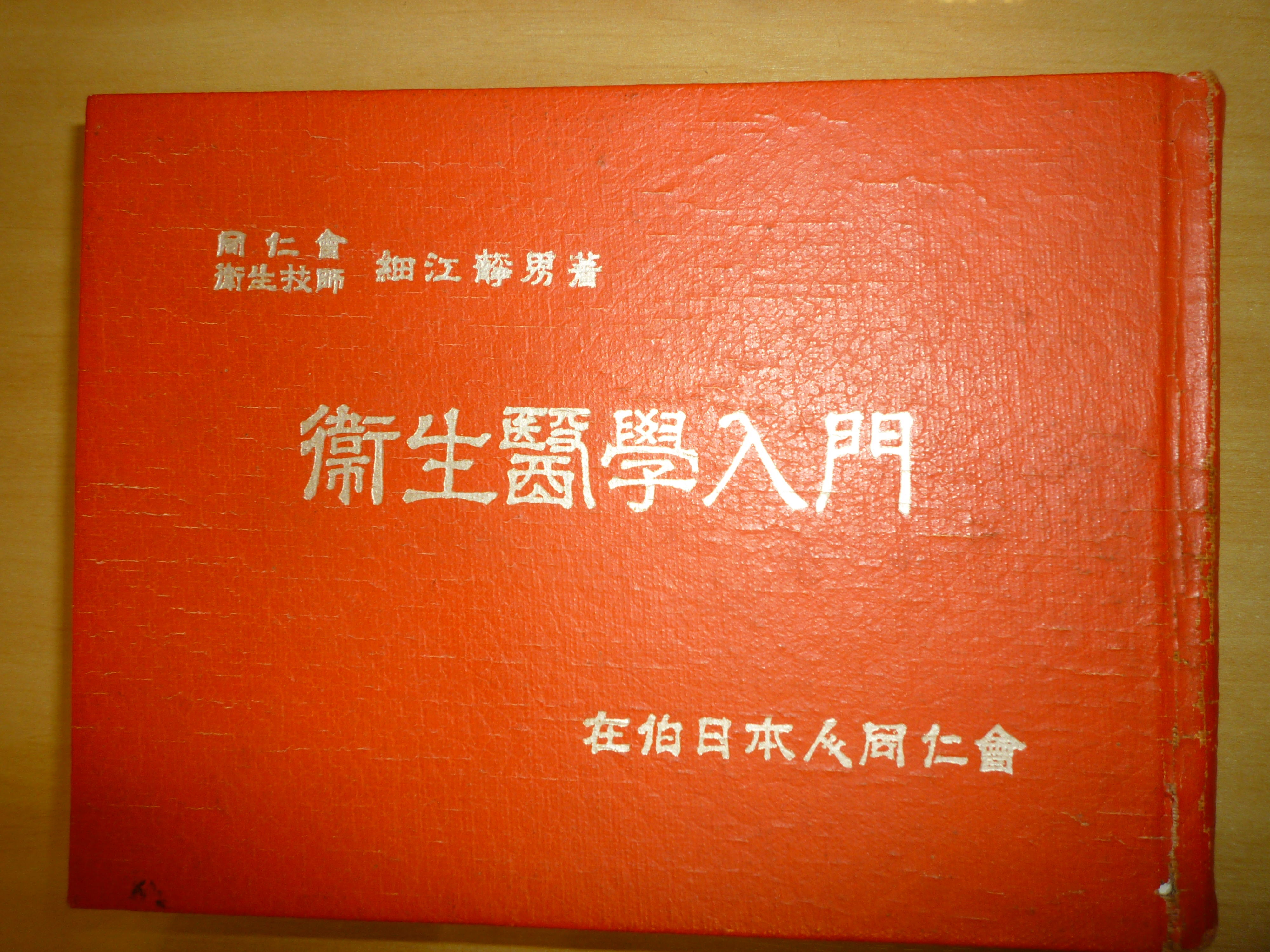
同仁会発行の予防衛生書

在ブラジル日本人同仁会は1924年から1942年の期間、ブラジルで活動した慈善団体である。
活動初期には無医村状態であった日系人開拓地への巡回診療を実施。種痘、腸チフスの予防ワクチンの無償配布、毒蛇の抗血清の配布、トラホームの検診、十二指腸虫とマラリアの撲滅運動と調査研究の実施、日系人向けの予防衛生書とパンフレットの発行、家庭常備薬の無料配布や実費販売を行った。
1930年代には健康相談所と夜間診療所を開所し、地方医局も設置。巡回診療の他に衛生講習会も開催していた。1940年に開院したサンタクルス病院（通称：日本病院）の建設及び運営に大きく関与した。1942年、全事業活動を停止、解散した。

## 歴史

### 時代背景
初期の日本移民のほとんどはサンパウロ州奥地のコーヒー農地に入植した。古くからある耕地ではマラリアをはじめ風土病への対策が取られていたため、衛生環境は比較的に良好であった。しかし、1920年代以降、日本移民が独立して借地歩合作や原始林の開拓に従事するようになるとマラリアや十二指腸虫に感染する日本人が増加していった。
しかし、当時の移民の間で医師の資格を持った者はほとんどいなかった為、薬剤師、元看護兵や按摩師を衛生保健担当としたケースが多かった。
1940年までは、日本移民開拓地で医療設備があり、医師がいて衛星管理ができていたのは日本政府の移民政策による国策会社経営のごく限られた地域（海外興業株式会社（通称：海興）のレジストロ、ブラジル拓殖組合（通称：ブラ拓）のバストス、アリアンサ、チエテ、南米拓殖株式会社のパラー州アカラー植民地（現トメアスー）等）であった。
戦前のサンパウロ州の田舎には医師が少なく、交通不便な開拓地へ医師を招くことは移民にとって大きな負担であった。多大な費用を払って、医師にかかっても言葉が通じない為に適切な治療を受けられず、落とさなくても良かった命を落とした日本人は少なくなかった。こうした背景の中、日本移民の間で日本人医師の配置が強く望まれていた。

### 創設の経緯
1921年（大正10年）、在サンパウロ日本国総領事館の藤田俊郎総領事が管内の日系人居住地を視察。衛生状態の悪さを憂慮し、本国へ移民の医療衛生対策を要請。
1923年（大正12年）、ブラジルの医師免許取得のためにリオデジャネイロの大学へ４人の医学留学生（天野幸蔵、渡辺勣、斉藤等、斉藤和歌子）を派遣。翌1924年（大正13年）、移民の医療衛生応急策として年額3万6千円が交付されることになった。藤田敏郎の後任の斉藤和総領事は青柳郁太郎・海興支店長はじめ日系社会の有力者を集め交付金の具体的な活用法について協議した結果、同年2月27日、在ブラジル日本人同仁会が創立された。創立に立ち会った29名はそのまま維持会員となり、初代理事長には青柳郁太郎が就任した。

### 発展
当初、同仁会の事務所は海外興業株式会社サンパウロ支店内にあり、1926年に在サンパウロ総領事館内に移動し、1930年12月にサンパウロ市リベルダージに独自の事務所を構え、やっと独立体制を整えることができた。
同仁会の財源は日本政府の助成金と会費だったが、当時のブラジル日系社会は経済的にまだ充実しておらず、会費の滞納が多く、補助金への依存度が高かった。一時は会員数が1000人を突破したが、この体質は改善できなかった。また、創立当初は4万人程だった在留日本人が、1936年には20万人にも達していた。しかし、補助金額は6万円弱にしか増えず、会の運営は困難であった。それでも、創立から2年後の1926年10月には日本病院建設用地としてサンパウロ市ヴィラ・マリアーナに1万4100平米を約7万円で購入している。
1928年、社団法人としてブラジル政府の認可を受け、正式な医療機関となった。
1926年、田付七太大使一行が日本人開拓地を巡視した際に、トラホーム患者が非常に多いことを知り、本国へ撲滅運動資金を建言した。結果、1929年に日本政府より1万2000円の指定補助金を下付され、同仁会は眼科医の斉藤等を中心にトラホーム撲滅部を設置した。この部の活動は各地でトラホーム撲滅講習会を開催し、講習を受けた人達が開拓地へ戻り実際の治療に当たれるように養成した。また、サンパウロ市近郊ではブラジル人医師を講師に招き、講習内容を充実させ、ブラジル政府へ活動をアピールして、サンパウロ州衛生局とサンパウロ医大からの協力を得ることに成功した。
1930年以降、毎年数回にわたって日本人開拓地へ巡回慰問を実施した。慰問では衛生知識に関する講習会、同仁会発行の衛生関係の書籍の配付を行った。また、9つの地方医局を設置し、活動範囲を広げていった。1930年頃の地方医局の医師陣は下記の通りであった：
- サンパウロ市：高岡専太郎、河田明
- サントス市：武田義信
- バウル市：斉藤等、斉藤和歌子夫妻
- リンス市：今田求
- アラサトゥーバ：菊地円平
- チエテ植民地：八木勝郎
- プレジデンテ・プルデンテ市：内田利藤次
- バストス市：細江静男
- アマゾン地方：笹田正数

1931年には無料診察、疾病衛生相談、病院への入院手続きと斡旋、無料検便等を行う健康相談所を開設。1935年からは２名のブラジル人医師（ジョゼ・ペドロ・デ・アレットとジョゼ・マリア・デ・フレイタス）に日本人助手と看護師を配置した夜間診療所を開設。この診療所では月、水、金には内科、小児科、精神科、そして火、木、土には外科、産科、婦人科の患者を受け付けた。また、この診療所では細江静男医師が毎日午後7時から9時の間に無料で診察を行っていた。

### 日本病院の建設[1]
1931年、在サンパウロ日本国総領事館に就任した内山岩太郎総領事が日系医師を召集し、日本人医師会を結成。召集されたのは同仁会地方医局の医師達で保健衛生問題について討議が行われた。医師側の意見は「まず地方都市に小規模な病院を建て、将来的にサンパウロ市に総合病院を建てる」であったのに対し、内山総領事は「病院経営には膨大な経費がかかり、日本政府の賛同も得難い。まず、サンパウロ市に本院を建て、実績をあげてから地方に分院を建設する」と説得し、日本病院建設期成同盟会が組織された。その後、内山総領事は私財を投じて160個の期成箱を作成し、各地に設置して募金を募った。総領事の「例え一枚の瓦でも」という呼びかけは大反響を起こし、病院建設への気運を高めた。
1933年1月、第一回邦人医師協議会において日本病院建設準備委員会が設立された。同年6月18日（日本移民25周年記念日）にすでに購入済みの病院敷地内で定礎式が行なわれた。日本病院建設準備委員会は「日本病院建設趣意書」を作成し、日本国外務省へ送った。趣意書では当時のブラジルの病院の少なさ、公立病院や慈善病院の混雑による入院の難しさとそれによって落とされる命、言葉の壁による問題等を伝え、日本病院建設の必要性を訴えていた。また、当時の日系社会の経済基盤が弱く、自力での病院建設が不可能だったことも同書に述べられていた。
この切実な願いが日本へ届き、1934年4月29日（天長節）に「日本病院建設のために」として5万円が下賜された。これを機に日本政府は日本病院建設指定補助金として30万円を1935年以降、3ヵ年で給付することを決定。サンパウロ市においてもサンパウロ市日本病院建設後援会が組織されて大々的に募金活動が行われた。
1935年3月8日、在外公館が中心となり日本病院建設委員会を設立。総裁に沢田節蔵大使、顧問に内山岩太郎大使館参事官、会長に市毛孝三総領事、中央委員長に梅本徹雄主席領事そして地方委員長には地方の領事を推し、日系社会の寄付金で建設費の三分の一を賄う計画を立てた。
日本病院建設意趣書と共に設計案が外務省に提出されていた。この設計案に対する外務省の修正案を取り入れ、河田明博士が設計を担当することになったが、彼が急逝したため計画は一時中断した。これを引き継いだのはサンパウロ医大教授でサンパウロ州病院監督局長のレゼンデ・ブッシュ博士であった。高齢だった彼の健康上の問題を考慮して、細江静男が助手としてサポートすることになった。細江はブラジルの有名病院を視察して病室、手術室、分娩室、食堂、調理室、洗濯場等を細かく調査し、その後ブッシュと2人で検討し設計案を作成。最終的には設計案はブッシュと鈴木威建築技師の両氏に検討され、日本病院設計図が完成した。
一方、病院の経営法については同仁会は「病院は日系社会が運営するが、対象は人種・国籍を問わず、困窮者には無料診察を施し、我々を受け入れてくれたブラジル社会に貢献する。また、日本ブラジル合同の医学研究の場とし、病院経営では建設に協力した日本人全体をもって新たな運営団体を設置する」と提案。これに日本から派遣された新垣恒政外務省顧問医の案が加味され決定された。
1936年4月5日、サンパウロ市ヴィラ・マリアーナ区サンタクルス通りの病院敷地で日本病院起工式典が行われた。建築責任者には鈴木建築技師、工事監督には外務省より派遣された坂本信太郎技師が任命された。当初の建設予算は3274コント（約80万円）であったが、最終的には4979コント（約100万円）まで膨れ上がった。主な原因は日本から輸入した鉄材、コンクリートに対する関税、建築資材の値上がりである。輸入鉄材においては通関手続きに7ヶ月もかかり、それでは工事に支障をきたすため、現地で鉄材を調達し、せっかく日本から輸入したが不要となった鉄材を返送する費用が生じた。この様な諸雑費が工費の増大に拍車をかけた。
また、日本より派遣された3名の医学博士（鎌田竹次郎、竹ノ内善次郎、木村稔）はブラジルでの医師免許がなく、院長、副院長就任どころか診察、治療もできず、1937年6月に帰国を余儀なくされた。看護師に関しても同様に資格の有無が問題となり、日本から派遣された2名の看護師長をはじめ日本病院看護婦養成所で養成された看護師の集団辞職が問題となった。この事態に対処すべく、同仁会はサンパウロ医大のベネジット・モンテネグロ外科医に院長就任を要請、副院長には同仁会の武田義信医師が選ばれた。
1938年12月、同仁会は日本病院内に移転。翌39年4月29日に落成式を行い、診療を開始した。同年10月10日、同仁会は名称をSociedade Beneficente Santa Cruz（サンタクルス救済会）に改称し、定款も改め合法的なブラジル国内の団体となった。
1940年9月24日、日本病院の正式な開院式が行われた。当初は「同仁会病院」の名称が望まれたが、当時のブラジル情勢に考慮し、Hospital Santa Cruz（サンタクルス病院）と命名された。第二次大戦前にブラジルの日本人が総力を挙げて建設した同病院は地上5階、地下1階、延べ床面積9692平米で病室76、病床200と当時としてブラジル有数の設備を誇り、海外で最大級の日本の建物であった。

### 解散とその後
1941年、ブラジル国内の国粋主義は高まり、外国人に対する制約、監視は強化されていった。そんな中、同年12月8日、太平洋戦争が勃発する。翌42年1月29日、ブラジルは枢軸国と国交断絶。同年3月、日本病院は適性国資産としてブラジル連邦政府の管理下におかれた。開院後、僅か1年半で病院の経営権は日本人の手を離れ、同時に在ブラジル同仁会の全事業活動に終止符が打たれた。
同仁会解散後、サンパウロ市カンタレイラ街411番にConsultório Médico Dojinkai（同仁会診療所）がフェラリー医師の名義で開業。戦後、1947年に武田義信、細江静男、木原暢の3名の医師による会員制の同仁会診療所が同市カンタレイラ街116番に開設された。この診療所は実費診療、医療知識の普及活動を行ったが、各医師の個人名義で経営された。「同仁会」の名は往年の同仁会の意志を継ぐ決意の表明と日系社会での知名度の高さから旧同仁会の責任者・福川薩然の了解を得てつけられた。
その後、1960年に海外協会連合会から予算が出るようになると、嘱託医として細江静男医師を中心に奥地巡回診療が再開される。1972年に細江静男が同仁会診療所を引退すると中心人物を失った同仁会は翌73年に解散し、その名称での活動に幕が降ろされた。
日本病院はその後、日本人の手を長い間離れていたが、セイゴ・ツヅキ保健大臣をはじめ日系社会各界の尽力により、経営権が1990年2月に日系人の手に戻ってきた。現在はサンタクルス日伯慈善協会に経営されている。